# أناند سينغ
أناند سينغ (17 نوفمبر 1986 في الهند - ) هو لاعب كريكت هندي.

## وصلات خارجية
- أناند سينغ على موقع إي آس بي آن كريك إنفو (الإنجليزية)